# Croce Verde Verona
La Croce Verde Verona è un istituto pubblico di assistenza e beneficenza senza fini di lucro, nata a Verona il 27 novembre 1909. Oggi conta 13 sedi in tutta la provincia con circa 1 500 volontari operativi.
L'ente mette a disposizione per l'erogazione dei servizi anche personale Medico e Infermieristico per la parte sanitaria e per la parte tecnica personale professionista Autista - Soccorritore.
Opera su tutta la provincia di Verona, con servizi di trasporto sanitario (dimissioni, ricoveri e cure mediche), di SUEM 118, supporto a manifestazioni pubbliche e sportive.

## Storia

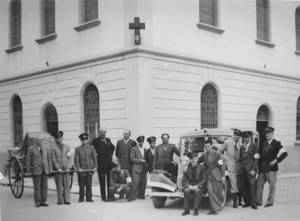
Una foto d'epoca della Croce Verde Verona presso la sede storica

La Croce Verde Verona venne costituita il 27 novembre 1909 grazie ad un gruppo di cittadini, intenzionati a dotare la città di un servizio per il trasporto e la cura dei malati e colpiti da malore. L'attività iniziò, presso la prima sede di Cortile Mercato Vecchio (Palazzo della Ragione), il 26 febbraio 1910.
Grazie all'aiuto di numerosi benefattori, nel 1911 l'Associazione si dota di una lettiga a mano e nel 1919 della prima autolettiga a motore. Il 13 dicembre 1925 la sede si sposta in Lungadige Panvinio, dove risiede tuttora (2017). L'anno successivo, con decreto di Vittorio Emanuele III viene eretta a Ente Morale con l’approvazione dello statuto.
Nel 1976 il parco macchine dell'Associazione arriva a contare 14 ambulanze.

## Sedi

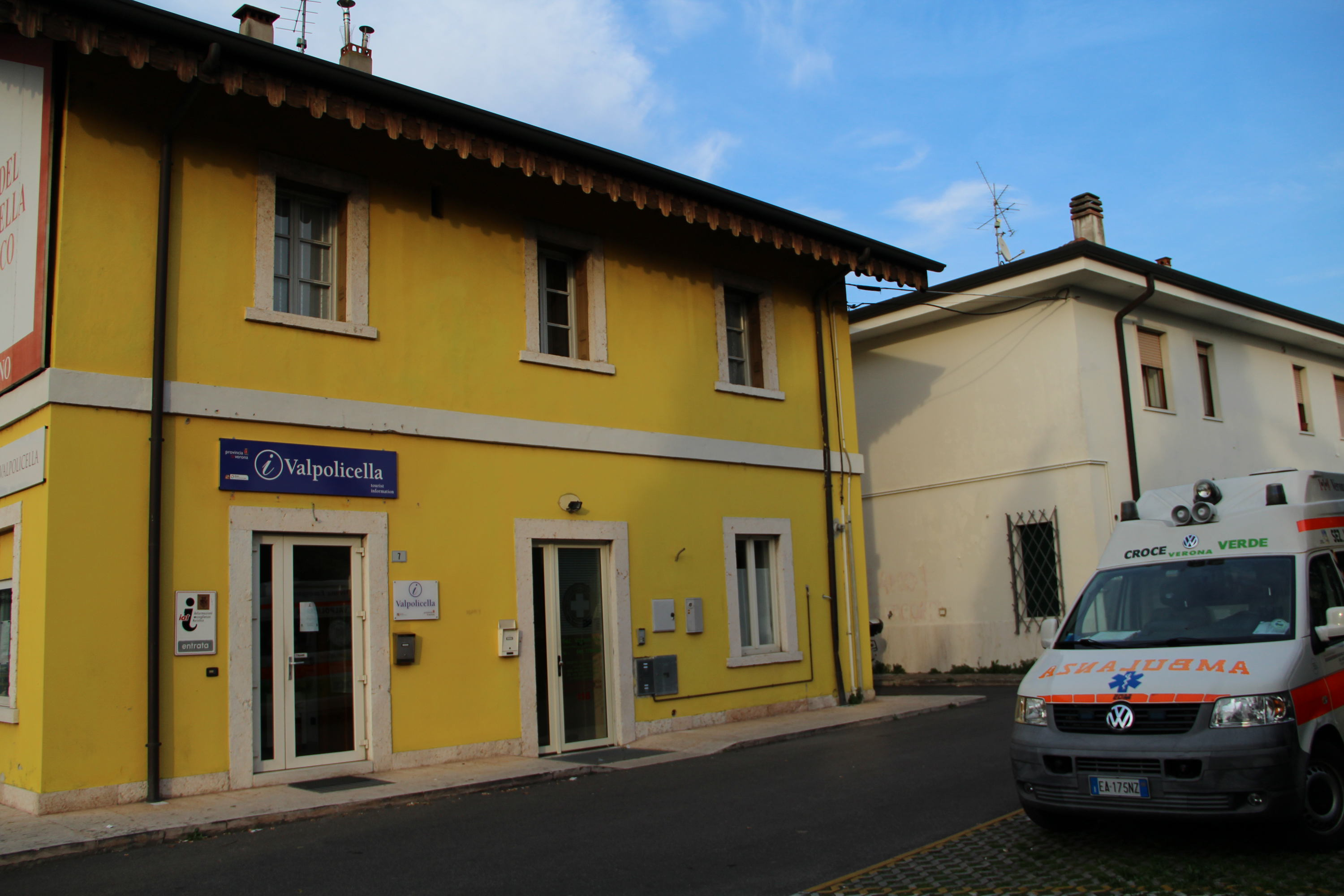
Ex sede della sez. Valpolicella a San Pietro in Cariano.

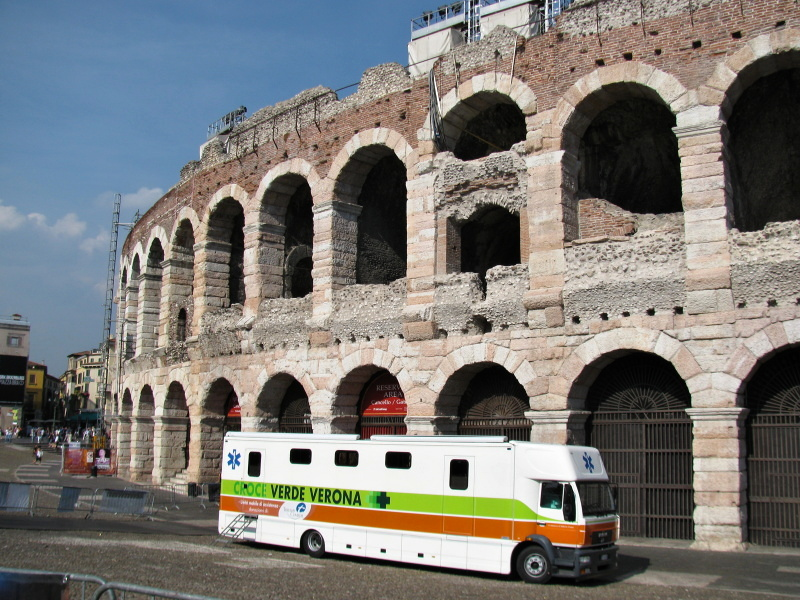
Centro mobile di Croce Verde presso l'Arena di Verona in servizio per il festival lirico areniano.

Croce Verde Verona è presente su tutto il territorio della provincia, grazie alle sue sezioni staccate. Le sedi operative sono:
- Sez. Verona Centro - sede storica in Lungadige Panvinio
- Sede Centrale - a Borgo Roma, sede logistica e amministrativa
- Sez. Borgo Venezia
- Sez. Lessinia - a Cerro Veronese
- Sez. di Grezzana
- Sez. Valpolicella - a San Pietro in Cariano e presso l'Ospedale Sacro Cuore Don Calabria di Negrar
- Sez. di Isola della Scala
- Sez. di San Giovanni Lupatoto
- Sez. di Colognola ai Colli
- Sez. di Castel d'Azzano
- Sez. di Villafranca di Verona
- Sez. di Legnago
- Sez. di Tregnago